# Embalse de Diama
El embalse de Diama, a veces llamade de Maka-Diama se encuentra en el río Senegal, señalando la frontera entre Senegal y Mauritania, a poca distancia de las poblaciones senegalesas de Dima y Maka, y a unos 22 km al norte de Saint Louis, en la desembocadura del río en el océano Atlántico.
Antes de la construcción de la presa, el agua del mar subía hasta 200 km de la desembocadura del río Senegal, salinizando la tierra e impidiendo su uso para la agricultura. Con la construcción de la presa se impide la subida de agua salada y la salinización del bajo valle del río Senegal; en combinación con el embalse de Manantali, se facilita el riego de 120.000 ha, se provee de agua dulce a los centros urbanos y rurales de la región, se mejoran las condiciones del rellenado de los lagos y depresiones relacionados con el río Senegal, especialmente el lago de Guiers, el lago de R’Kiz, la depresión de Aftout Es Sahel, el parque nacional de las Aves del Djoudj y el Parque nacional de Diawling, y se reduce la profundidad del bombeo en las zonas de influencia del embalse.
Diama aporta agua directamente a unas 45.000 ha de regadío y al mismo tiempo el dique sirve para la construcción de una carretera entre Saint Louis, en Senegal, y Nuakchot, en Mauritania. También se ha construido una esclusa para facilitar la navegación río arriba.
Los planes de la construcción se iniciaron en 1970 cuando las riberas del río entran a formar parte de los planes de la Organización para el Desarrollo del río Senegal (Organisation pour la mise en valeur du fleuve Sénégal). El embalse de Diama se construye en conjunción con el embalse de Manantali, aguas arriba, en Malí. La construcción de Diama se inicia en 1981 y se completa en 1986. Manantali se acaba en 1988. El costo de Diama fue de unos 150 millones de dólares financiados por el Banco Africano de Desarrollo y la Agencia Francesa de Desarrollo.

## La presa
La presa está formada por un desaguadero de 170 m de largo, 35 m de ancho y 18 m de alto con siete segmentos o pasos de agua de 20 x 11,5 m y una capacidad de desagüe de  6.500m³/s. En el lado sur se ha construido una esclusa para barcos de 13 m de anchura y 175 m de largo con un puente basculante para facilitar la navegación. Al norte se extiende un dique de materiales sueltos de 440 m de largo.
Dos largos diques a derecha e izquierda del río aseguran la retención de agua en el embalse y mantienen el nivel de la capa freática. La poca profundidad del agua en una gran parte del embalse ha propiciado la presencia de plantas acuáticas, sobre todo de los géneros Typha y Phragmites.

## Los problemas
La construcción de la presa, con una inmensa extensión pantanosa alrededor del río dio lugar a un brote de esquistosomiasis en las zonas ribereñas, transmitida por unos pequeños caracoles acuáticos, del género Neotricula. En 2011 empezó la reintroducción de cangrejos y camarones nativos que se alimentan de estos caracoles para acabar con la epidemia. Un camarón del género Macrobrachium, Macrobrachium vollenhovenii, se ha mostrado muy eficiente.